# Seznam luksemburških politikov
Seznam luksemburških politikov.

## A
Jean Asselborn

## B
Joseph Bech - Xavier Bettel - François Biltgen - Félix baron de  Blochausen - Friedrich Georg Prosper Freiherr von Blochausen - Fernand Boden - Alex Bodry - Albert Borschette

## D
Mady Delvaux-Stehres - Mars Di Bartolomeo - Pierre Dupong

## E
Lydie Err - Fernand Etgen - Paul Eyschen

## F
Colette Flesch - Luc Frieden - Pierre Frieden

## G
Jean-Baptiste Gellé - Robert Goebbels - Charles Goerens - Henri Grethen

## H
Jean-Marie Halsdorf - Christophe Hansen - Martine Hansen - André Hoffmann

## J
veliki vojvoda Jean - Jean-Claude Juncker - 

## K
Jean-Bernard Knepper - 
Damian Kratzenberg -

## L
Gaspar Théodore-Ignace de La Fontaine - Hubert Loutsch - Veliki vojvoda Henri Luksemburški - Astrid Lulling

## M
Charles Marx - Octavie Modert - Mathias Mongenast

## P
Lydie Polfer - Jacques Poos - Pierre Prüm - René Putzeys

## R
Viviane Reding -  Émile Reuter

## S
Jacques Santer - Joseph Schaack - François Schammel - Jean-Louis Schiltz - Nicolas Schmit - Etienne Schneider - Jean-Baptiste Nicolas Robert Schuman (luks.-francoski) - Emile Servais - Lambert Joseph Emmanuel Servais - Charles Mathias Simons - Christian Ernst Stifft

## T
Jules Georges Édouard Thilges - Gaston Thorn -  Victor Thorn - Baron Victor de Tornaco   

## W
Pierre Werner - Jean-Jacques Madelaine Willmar - Claude Wiseler - 